# Kikuyō
Kikuyō (japanska: 菊陽町?, Kikuyō-machi) är en landskommun (köping) i Kumamoto prefektur i Japan.  